# اسرائیل ایرپورتس
اسرائیل ایرپورتس (عبری: רשות שדות התעופה בישראל‎) شرکت دولتی مدیریت فرودگاه اسرائیلی است، که در سال ۱۹۷۷ تأسیس شد.